# Lippert Peak
Lippert Peak är en bergstopp i Antarktis. Den ligger i Västantarktis. Chile gör anspråk på området. Toppen på Lippert Peak är 1 310 meter över havet.
Terrängen runt Lippert Peak är varierad. Trakten är obefolkad. Det finns inga samhällen i närheten. 